# Jaap Paans
J.G.A. (Jaap) Paans (Breda, 26 maart 1968) is een Nederlandse bestuurder en VVD-politicus.

## Levensloop
Beide ouders van Paans groeiden op in de omgeving van Oisterwijk. Paans is geboren in Breda, later verhuisde het gezin naar Schiedam en naar de gemeente Papendrecht. Hij volgde VWO op het Willem de Zwijger College, vervolgens studeerde Paans staats- en bestuursrecht aan de Universiteit van Leiden. Zijn sociale leven speelt zich af in de Drechtsteden en met name Alblasserdam, zo is hij al 38 jaar actief voor de Hockeyclub Souburgh.
Na zijn studie was Paans o.a. werkzaam als hoofd bestuurszaken in Rhoon bij gemeente Albrandswaard. In 2002 werd deze functie verruild voor het griffierschap wat hij bij de gemeente Dordrecht en Rotterdam vervulde. Gedurende deze periode was Paans ook geruime tijd voorzitter van de Vereniging van Griffiers.
Paans woonde 8 jaar in Kinderdijk/Nieuw-Lekkerland alvorens hij naar Dordrecht verhuisde.

### Politiek
Al op jonge leeftijd voelde Paans zich maatschappelijk betrokken, zo werd hij tot beste jeugdgemeenteraadslid van Papendrecht verkozen.
Paans begon zijn politieke carrière in Nieuw-Lekkerland waar hij namens de VVD twee jaar in de gemeenteraad zat.
In 2009 overwoog hij een poging te doen burgemeester van Alblasserdam te worden. De gemeenteraad koos er toen voor de functie intern op te lossen en Bert Blase te benoemen. In 2015 volgde de benoeming van Paans tot burgemeester van Alblasserdam. In april 2022 kondigde Paans zijn afscheid aan als burgemeester van Alblasserdam wegens een relatie met een ambtenaar van deze gemeente. Op 31 januari 2023 is hij gestopt als burgemeester van Alblasserdam.